# Petronius
Pour l'écrivain latin, voir Pétrone.
Petronius est une plate-forme pétrolière en eaux profondes située dans le golfe du Mexique, à 210 kilomètres au sud-est de La Nouvelle-Orléans. Elle est exploitée par les compagnies pétrolières Chevron Corporation et Marathon Oil. Elle a une hauteur de 609,9 mètres, ce qui en faisait la plus haute construction autoportante au monde, jusqu'à l'inauguration de la tour Burj Khalifa, en 2008 (75 mètres dépassent de la surface de l'eau). Elle sert à l'exploitation du champ Petronius (nommé en l'honneur de l'écrivain latin Pétrone), d'où elle extrait quotidiennement 8 000 m3 de pétrole et 2 millions de m3 de gaz.

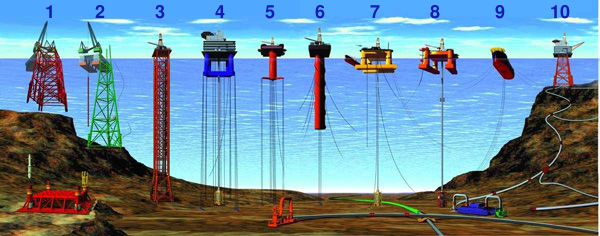
Différents types de plates-formes pétrolières : Petronius est du type 3.